# スティグ・インゲ・ビョルンビー
スティグ・インゲ・ビョルンビー（Stig Inge Bjørnebye, 1969年12月11日 - ）は、ノルウェー・エルヴェルムの元サッカー選手。元ノルウェー代表で、現サッカー指導者。現役時代のポジションは左サイドバック。父親のヨー・インゲ（en）は、スキージャンプの選手で、ノルウェー代表として1968年グルノーブルオリンピックと1972年札幌オリンピックに出場した。

## 選手経歴

### ノルウェー
オスロの北東150kmにあるエルヴェルムに生まれたビョルンビーは、父親の影響もあって幼い頃はスキーを学んでいたが、やがてサッカーへ転向し、エルヴェルム・フォトバル（en）のユースを経て、1987年にストレーメンIF（en）で選手経歴を開始した。エリテセリエンを戦うストレーメンのトップチームで中心選手として頭角を表した後、1989年に同リーグのコングスヴィンゲルIL（en）へ移籍し、3季の在籍でリーグ戦62試合3得点を記録した。1992年から在籍したローゼンボリBKではリーグ優勝とカップ優勝の2冠を達成。リールストレームSKとのカップ決勝戦で決勝点を決める活躍をみせた。

### リヴァプール
代表を含めたクラブでの活躍により注目を集めた結果、ローゼンボリに加入して1年も経たない内にグレアム・スーネス監督率いるイングランド1部のリヴァプールFCと移籍金60万ポンドで契約し、1992年12月19日のコヴェントリー・シティFC戦（1-5敗北）でデヴィッド・バロウズ（en）と交代出場で初出場を飾った。しかし、なかなかリーグに適応なかったため出場機会に恵まれず、1994年に古巣のローゼンボリへ期限付き移籍で復帰を果たし、リーグ優勝に貢献した。
翌1994-95シーズンにリヴァプールへ復帰するとロイ・エヴァンス（en）監督の下で以前よりも多くの成功を得ることとなった。ジュリアン・ディックス（en）から左サイドバックのポジションを奪取したビョルンビーは、1995年4月2日にボルトン・ワンダラーズFCとのフットボールリーグカップ決勝戦（2-1勝利）を制し、優勝に貢献した。しかし、4月5日のサウサンプトンFC戦（3-1勝利）で骨折したことによりスティーヴ・ハークネス（en）と交代でピッチを後にし、そのままシーズンを終えた。
その負傷の影響により1995-96シーズンは僅か2試合の出場にとどまったが、完全復活を果たした翌シーズンは他の左サイドバック選手が負傷したことにより、レギュラーの座を再び取り戻し、1996年8月17日のミドルズブラFC戦（3-3）でリヴァプール移籍後初得点を挙げている。また、同シーズンはストライカーのロビー・ファウラーやスタン・コリモアらへ数多くの正確なクロスを供給し、プレミリーグ創設以来で最高位となる3位でシーズンを終えることに貢献。その活躍から同僚のスティーブ・マクマナマン、マーク・ライトと共にPFA年間ベストイレブンに選出された。
1998-99シーズンにスティーヴ・ストーントンの加入とジェラール・ウリエ監督が就任したことに伴い先発での出場機会が限られるようになり、さらにドミニク・マッテオにも押しやられたことで、2000年にデンマーク1部のブレンビーIFへ貸し出された。ブレンビーではリーグ戦を2位で終えた。

### ブラックバーン
UEFA EURO 2000終了後に移籍金30万ポンドでかつて指導を受けたスーネス監督率いる2部のブラックバーン・ローヴァーズFCと契約。加入1季目で1部昇格のノルマを果たし、その過程で2000年11月11日のポーツマスFC戦（2-2）で移籍後初にして唯一となる得点を挙げている。2002年にはフットボールリーグカップ決勝でトッテナム・ホットスパーFCを2-1で下したが、同試合後から度重なる負傷に悩まされ、これがビョルンビーにとって最後のタイトルとなった。
2002-03シーズンに向けて準備している中、練習中の事故により眼窩を骨折したことで複視となったため手術により7ヶ月の離脱が決定。さらに、復帰初戦となった2002年12月17日にリーグカップのウィガン・アスレティックFC戦（2-0勝利）で試合中に足を負傷。ノルウェーでリハビリ中に足を切断する可能性もあったため緊急手術を受けることになった。2003年3月11日に現役引退を発表し、スーネス監督はそれまでのキャリアを称え別れを惜しんだ。

## 代表経歴
U-21、B代表を経て、1989年5月31日のオーストリア戦でA代表初出場を飾って以降で75試合に出場し、1993年8月9日にアメリカ戦でコーナーキックから直接初得点を決めた。
エギル・オルセン（Egil Olsen）監督が在任する8年間に出場試合の大半を重ねた。オルセン監督の下では彼が志向したチームの高身長による"ロングボール"を主体とし、ビョルンビーから長身ウィンガーのヨーステイン・フロー（en）へロングパスを供給する戦術は、"フローパス"（Flo-pasningen）として知れ渡った。このロングボールによるアプローチによる守備的な戦術は時に批判されたが、チームは予選を経て1994 FIFAワールドカップと1998 FIFAワールドカップに参加し、前者では得失点差により1次リーグ敗退、後者ではベスト16だった。その中でビョルンビーは両大会で合計7試合に出場した。
クラブと家庭に集中したいとの思いから、1998年大会終了後に代表引退を決意していたが、ニルス・ヨハン・センブ（en）監督の復帰要請を受け、UEFA EURO 2000の一員に選出された。2000年6月13日のスペインとのグループリーグ初戦（1-0勝利）で出番は訪れなかったものの、18日のユーゴスラビア戦（0-1敗北）でクラブでの同僚ヴェガール・ヘッゲム（en）に代わり35分から出場した。21日のスロベニア戦で先発出場を果たすも、チームは0-0のスコアレスドローとなり敗退が決定した。同年10月7日の2002 FIFAワールドカップ・ヨーロッパ予選ウェールズ戦が代表での最後の試合だった。

## 指導者経歴
引退後は指導者の道へ進んだビョルンビーは、2003年からノルウェーサッカー協会より、ノルウェー代表を新たに率いるオーゲ・ハレイデ（en）監督のアシスタントコーチにHarald Aabrekkの後継として任命された。2006年には、Tom Nordlie監督の後継としてノルウェーサッカー界史上最高額となる約700万クローネの契約金でIKスタルトの監督に就任した。なお、この契約はノルウェーサッカー史上で最も高額な契約であった。1季目は昨季のクラブが2位だったこともあり、欧州カップ戦の舞台でも手腕を振るっていたが、2季目は2部降格の危機となったため、2007年9月に成績不振により解雇された。ちなみに、その後のクラブはベニー・ランナールトソン（en）監督が再建に取り組むも、立て直すことが出来ずに降格していった。

## 私生活
妻は元ハンドボール選手であり、ノルウェー代表として1992年バルセロナオリンピックで銀メダルを獲得したHege Frøseth。2人の間には3人の子供がいる。

## 代表歴

### 出場大会
- ノルウェー代表
  - 1994 FIFAワールドカップ
  - 1998 FIFAワールドカップ

### 試合数
- 国際Aマッチ 75試合 1得点（1989年-2000年）[26]

| ノルウェー代表 | 国際Aマッチ | 国際Aマッチ |
| 年             | 出場        | 得点        |
| -------------- | ----------- | ----------- |
| 1989           | 6           | 0           |
| 1990           | 4           | 0           |
| 1991           | 3           | 0           |
| 1992           | 10          | 0           |
| 1993           | 8           | 1           |
| 1994           | 10          | 0           |
| 1995           | 3           | 0           |
| 1996           | 6           | 0           |
| 1997           | 8           | 0           |
| 1998           | 12          | 0           |
| 1999           | 0           | 0           |
| 2000           | 5           | 0           |
| 通算           | 75          | 1           |

## タイトル
クラブ
ローゼンボリBK
- エリテセリエン : 1992, 1994
- ノルウェー・フットボールカップ : 1994

リヴァプールFC
- フットボールリーグカップ : 1994-95

ブラックバーン・ローバーズFC
- フットボールリーグカップ : 2001-02

個人
- PFA年間ベストイレブン : 1996-97